# Le Bourget-du-Lac
Le Bourget-du-Lac és un municipi francès situat al departament de la Savoia i a la regió d'Alvèrnia-Roine-Alps. L'any 2007 tenia 4.155 habitants.

## Demografia

### Població
El 2007 la població de fet de Le Bourget-du-Lac era de 4.155 persones. Hi havia 1.753 famílies de les quals 704 eren unipersonals (348 homes vivint sols i 356 dones vivint soles), 455 parelles sense fills, 483 parelles amb fills i 111 famílies monoparentals amb fills.
La població ha evolucionat segons el següent gràfic:
Habitants censats

### Habitatges
El 2007 hi havia 2.143 habitatges, 1.847 eren l'habitatge principal de la família, 149 eren segones residències i 147 estaven desocupats. 978 eren cases i 1.104 eren apartaments. Dels 1.847 habitatges principals, 984 estaven ocupats pels seus propietaris, 818 estaven llogats i ocupats pels llogaters i 46 estaven cedits a títol gratuït; 318 tenien una cambra, 258 en tenien dues, 257 en tenien tres, 353 en tenien quatre i 660 en tenien cinc o més. 1.283 habitatges disposaven pel capbaix d'una plaça de pàrquing. A 849 habitatges hi havia un automòbil i a 779 n'hi havia dos o més.

### Piràmide de població
La piràmide de població per edats i sexe el 2009 era:
| Homes | Edats   | Dones |
| ----- | ------- | ----- |
| 0     | 95 o +  | 4     |
| 4     | 90 a 94 | 4     |
| 0     | 85 a 89 | 12    |
| 16    | 80 a 84 | 20    |
| 20    | 75 a 79 | 48    |
| 56    | 70 a 74 | 52    |
| 76    | 65 a 69 | 92    |
| 100   | 60 a 64 | 44    |
| 52    | 55 a 59 | 116   |
| 80    | 50 a 54 | 96    |
| 132   | 45 a 49 | 108   |
| 140   | 40 a 44 | 136   |
| 124   | 35 a 39 | 152   |
| 120   | 30 a 34 | 92    |
| 160   | 25 a 29 | 124   |
| 504   | 20 a 24 | 312   |
| 164   | 15 a 19 | 152   |
| 128   | 10 a 14 | 148   |
| 96    | 5 a 9   | 124   |
| 80    | 0 a 4   | 84    |

## Economia
El 2007 la població en edat de treballar era de 3.028 persones, 1.866 eren actives i 1.162 eren inactives. De les 1.866 persones actives 1.774 estaven ocupades (936 homes i 838 dones) i 92 estaven aturades (38 homes i 54 dones). De les 1.162 persones inactives 187 estaven jubilades, 829 estaven estudiant i 146 estaven classificades com a «altres inactius».

### Ingressos
El 2009 a Le Bourget-du-Lac hi havia 1.530 unitats fiscals que integraven 3.665,5 persones, la mediana anual d'ingressos fiscals per persona era de 22.406 €.

### Activitats econòmiques
Dels 448 establiments que hi havia el 2007, 9 eren d'empreses extractives, 4 d'empreses alimentàries, 15 d'empreses de fabricació de material elèctric, 22 d'empreses de fabricació d'altres productes industrials, 49 d'empreses de construcció, 57 d'empreses de comerç i reparació d'automòbils, 11 d'empreses de transport, 29 d'empreses d'hostatgeria i restauració, 38 d'empreses d'informació i comunicació, 21 d'empreses financeres, 33 d'empreses immobiliàries, 105 d'empreses de serveis, 35 d'entitats de l'administració pública i 20 d'empreses classificades com a «altres activitats de serveis».
Dels 93 establiments de servei als particulars que hi havia el 2009, 1 era una oficina del servei públic d'ocupació, 1 oficina de correu, 4 oficines bancàries, 9 tallers de reparació d'automòbils i de material agrícola, 2 autoescoles, 6 paletes, 3 guixaires pintors, 13 fusteries, 10 lampisteries, 7 electricistes, 2 empreses de construcció, 3 perruqueries, 1 veterinari, 3 agències de treball temporal, 14 restaurants, 10 agències immobiliàries, 2 tintoreries i 2 salons de bellesa.
Dels 12 establiments comercials que hi havia el 2009, 1 era una gran superfície de material de bricolatge, 3 fleques, 3 carnisseries, 4 botigues de material esportiu i 1 un drogueria.
L'any 2000 a Le Bourget-du-Lac hi havia 20 explotacions agrícoles que ocupaven un total de 80 hectàrees.

## Equipaments sanitaris i escolars
L'únic equipament sanitari que hi havia el 2009 era una farmàcia.
El 2009 hi havia 1 escola maternal i 2 escoles elementals.
Le Bourget-du-Lac disposava d'un centre de formació no universitària superior de formació tècnica. Disposava de 8 centres universitaris, dels quals 2 eren unitats de formació universitària i recerca, 4 instituts universitaris i 2 escoles d'enginyers.

## Poblacions més properes
El següent diagrama mostra les poblacions més properes.